# X-9 (ミサイル)
ベル X-9
- 用途：ミサイル開発試験機
- 製造者：ベル社
- 運用者：アメリカ空軍
- 初飛行：1949年4月28日
- 生産数：31基
- 運用状況：射耗・退役

X-9はアメリカ合衆国のベル社の空対地ミサイル開発用試験機。GAM-63ラスカル・空対地ミサイル開発用のものであり、空力関係や誘導装置の開発に用いられた。愛称はシュライク(Shrike)。

## 概要
アメリカ陸軍航空軍は1946年頃より爆撃機から発射する空対地ミサイルを構想しており、これはMX-776計画として1947年5月よりベル社に発注していた。1948年には開発試験機も製作することが決定し、RTV-A4の名称で小型試験機（MX-776A計画）が、XB-63（後にGAM-63）の名称で大型量産機（MX-776B計画）が作られることとなった。
RTV-A4は1949年4月28日より飛行試験が開始された。X-9の名称は1951年に与えられている。X-9は93基が発注されたが、後にキャンセルされ31基の生産であった。1953年1月23日にまでに全基が射耗し、実機は残されていない。X-9は鉛筆状の本体の尾部と機首にそれぞれ4枚の安定翼を持っており、エンジンは液体ロケットであった。発射に際してはB-50から投下された。

## 要目
- 全長 : 6.9m
- 全幅 : 2.4m
- 胴体直径 : 0.56m
- 自重 : 964kg
- 全備重量 : 1,588kg
- エンジン : ベル XLR65-BA-1 ロケットエンジン（推力 13.3kN）
- 最大速度 : マッハ2
- 航続距離 : 80km

### 性能
- 最高速度: Mach 2.0
- 航続距離: 50 mi (80 km)
- 巡航速度: 12.3 mi (19.8 km)
- 上昇率: m/min ( ft/min)
- 翼面荷重: kg/m2 ( lb/ft2)
- 推力重量比: